# Battle Isle: The Andosia War
Battle Isle: The Andosia War è un videogioco di strategia a turni con alcune componenti di strategia in tempo reale e altre minime di tattica in tempo reale, con paesaggio, unità e strutture 3D, ambientato durante un'immaginaria guerra tra isole in un ipotetico futuro prossimo, in cui ci si occupa di controllare eserciti da fabbricare e da sviluppare costruendo e utilizzando un vasto sistema di produzione; sviluppato da Cauldron e distribuito nell'anno 2001.
Questo è il 5º titolo della serie Battle Isle, pubblicata tutta dalla Blue Byte.

## Modalità di gioco
Ci sono varie missioni per il gioco in singolo; inoltre si hanno a disposizione mappe utilizzabili soltanto per il gioco in gruppo su LAN o su Internet (con modem).